# Тенисон (Висконсин)
Тенисон (енгл. Tennyson) град је у америчкој савезној држави Висконсин.

## Демографија
По попису из 2010. године број становника је 355, што је 15 (-4,1%) становника мање него 2000. године.
| Група             | 2000.       | 2010.       |
| Белци             | 368 (99,5%) | 353 (99,4%) |
| Афроамериканци    | 0 (0,0%)    | 0 (0,0%)    |
| Азијати           | 0 (0,0%)    | 0 (0,0%)    |
| Хиспаноамериканци | 2 (0,5%)    | 0 (0,0%)    |
| Укупно            | 370         | 355         |